# سالزبری (مریلند)
سالزبری (به انگلیسی: Salisbury) شهری در ایالت مریلند کشور ایالات متحده آمریکا است که جمعیت آن در سرشماری سال ۲۰۱۰ میلادی، ۳۰٬۳۴۳ نفر بوده‌است.